# Ephoron
Ephoron is een geslacht van haften (Ephemeroptera) uit de familie Polymitarcyidae.

## Soorten
Het geslacht Ephoron omvat de volgende soorten:
- Ephoron album
- Ephoron annandalei
- Ephoron birmanus
- Ephoron eophilum
- Ephoron indica
- Ephoron leucon
- Ephoron limnobium
- Ephoron nakamurae
- Ephoron nanchangi
- Ephoron nigridorsum
- Ephoron punensis
- Ephoron savignyi
- Ephoron shigae
- Ephoron virgo